# Waldbrüder
Die Waldbrüder (estnisch metsavennad, lettisch mežabrāļi, litauisch miško broliai), die Eigenbezeichnung der Widerstandskämpfer schon während der russischen Revolution von 1905, waren estnische, lettische und litauische Widerstandskämpfer, die am Ende und nach dem Zweiten Weltkrieg als Partisanen gegen die Invasion und die Besetzung ihrer Länder durch die Sowjetunion kämpften.

## Okkupation
Die Sowjetunion hatte 1940 nach manipulierten Volksabstimmungen die zuvor unabhängigen Länder Estland, Lettland und Litauen annektiert. Nach einer zwischenzeitlichen Besetzung durch den NS-Staat (1941–1944/45) wurde die sowjetische Herrschaft wiederhergestellt, erneut mehrheitlich gegen den Willen der Bevölkerung. Ab 1940 und nach Wiederherstellung der sowjetischen Herrschaft verschärften sich stalinistische Unterdrückungsmaßnahmen, darunter die Deportation großer Teile der Bevölkerung in den asiatischen Teil des Landes (siehe dazu Deportation aus Estland). Demzufolge versteckten sich über 100.000 Bewohner dieser Länder vor den Behörden und nutzten oftmals bewaldete oder sumpfige Landesteile als natürlichen Schutzraum und Basis für den bewaffneten Widerstand gegen die Rote Armee.
Ausmaß und Art dieses Widerstands waren verschieden. Es gab sowohl unabhängig operierende Partisanen, die hauptsächlich zu ihrem eigenen Schutz handelten, wie auch große und gut organisierte Gruppen, die mehr oder weniger in der Lage waren, den Kampf mit sowjetischen Garnisonen aufzunehmen.

## Logistische Unterstützung

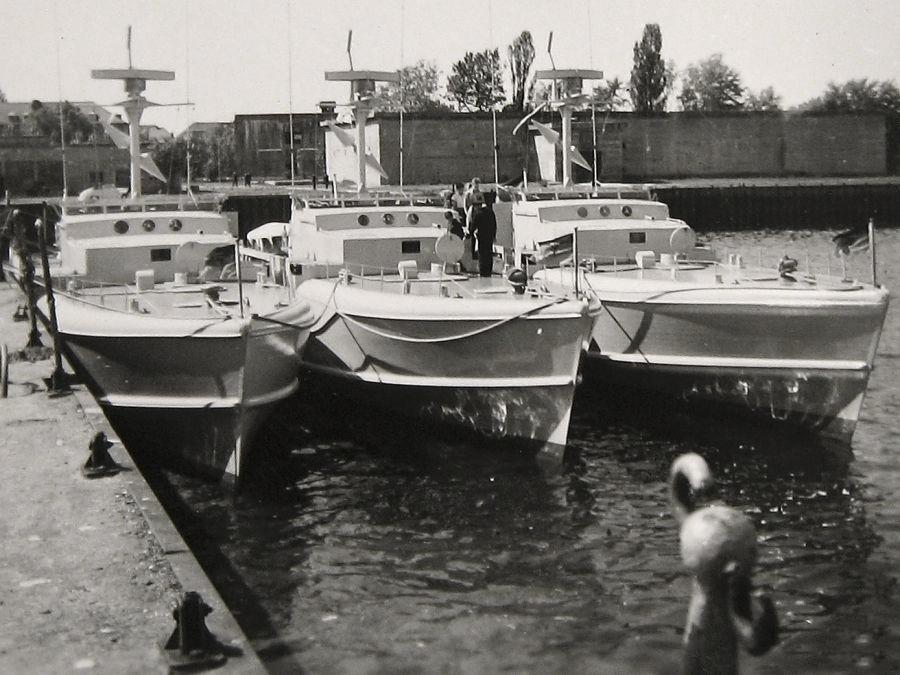
Schnellboote der Silbermöwe-Klasse in Kiel

In den späten 1940er- und frühen 1950er-Jahren wurden viele der Waldbrüder durch Nachschub, Verbindungsoffiziere und Koordinationsmaßnahmen vom britischen MI6, US-amerikanischen CIA und dem schwedischen Geheimdienst logistisch unterstützt. Von der Seeseite her wurden die Partisanengruppen durch den British Baltic Fishery Protection Service unterstützt, der im Rahmen der Operation Jungle mit deutschen Schnellbooten operierte.
Diese Unterstützung ließ jedoch merklich nach, nachdem die Operation durch Kim Philby und andere Spione in Großbritannien an die Sowjetunion verraten worden war, deren Informationen es dem KGB ermöglichten, viele baltische Partisaneneinheiten zu identifizieren, zu unterwandern und auszuschalten und so andere Waldbrüder von den Kontakten zu westlichen Geheimdiensten abzuschneiden.

## Opfer und Erfolge, Kollaborateure und Banditen

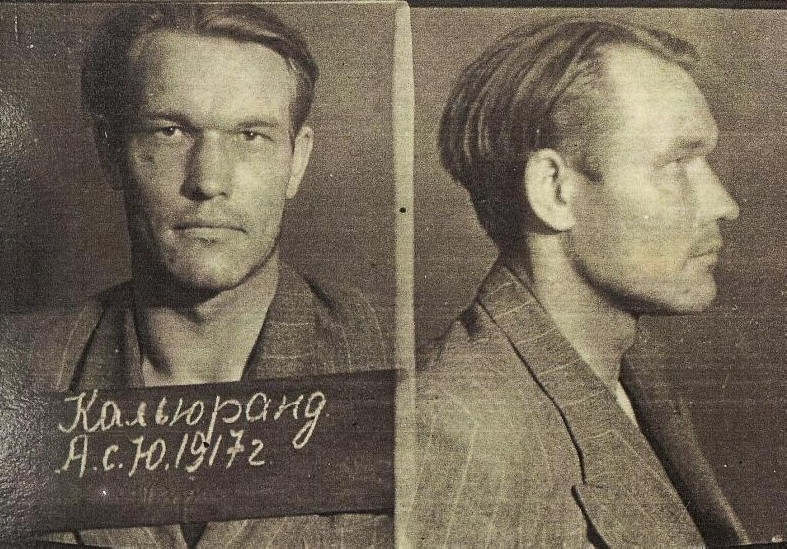
Der Waldbruder Ants Kaljurand

Der Kampf zwischen den bewaffneten sowjetischen Kräften und den Waldbrüdern dauerte mehr als ein Jahrzehnt und kostete mindestens 50.000 Menschen das Leben. Der Widerstand war im südlichen Litauen (Dzūkija) am besten organisiert, wo Partisanengruppen bis 1949 größere Gebiete des ländlichen Raumes kontrollieren konnten. In den Städten hatten die Waldbrüder weder Einfluss noch nennenswerten Rückhalt.
Auch wenn sie sich nicht in direkte Kampfhandlungen mit der Armee oder besonderen KGB-Einheiten verwickeln ließen, verursachten sie nennenswerte Verluste und Schäden, indem sie beispielsweise sowjetische Militärstreifen aus dem Hinterhalt angriffen, die Stromversorgung unterbrachen und lokale kommunistische Parteikader, Personen, die der Kollektivierung, dem Komsomol oder der Partei nahestanden, umbrachten, mitunter auch deren Angehörige.
Eine Abgrenzung zum Terrorismus fällt schwer, da auch Zivilpersonen auf dem Lande nicht geschont wurden, welche der Kollaboration verdächtigt wurden. Die Versorgung mit Nahrung und Kleidung erfolgte durch Sympathisanten oder auch gewaltsam. Als Gegenmacht gegen die als Banditen bezeichneten Waldbrüder wurden die sogenannten Stribai (nach russisch Istrebitel) installiert, die mit ähnlichen Mitteln gegenüber den Angehörigen von Partisanen oder Verdächtigen agierten. Erpressung und Denunziation waren in beide Richtungen an der Tagesordnung. Erschossene Zivilisten wurden als Banditen ausgegeben, deren Tötung von der Staatsmacht belohnt wurde.

## Motivation
Angetrieben wurden viele der Waldbrüder von der Hoffnung auf einen Krieg zwischen der Sowjetunion und dem Westen, der früher oder später ausbrechen und zur Befreiung ihrer Heimatländer führen werde. Diese Hoffnung erfüllte sich jedoch nicht und Mart Laar, dem Ministerpräsidenten von Estland (1992–1994, 1999–2002) und Autor eines Buches über den Widerstand nach dem Krieg, zufolge empfinden viele der überlebenden ehemaligen Waldbrüder immer noch Bitterkeit darüber, dass der Westen die militärische Konfrontation mit den Sowjets gescheut hat. Demgegenüber unterstrich die Existenz der Waldbrüder die Tatsache der Besetzung des Baltikums durch eine fremde Macht und damit die Argumentation, dass man die Eigenstaatlichkeit nie aufgegeben hätte.
In den frühen 1950ern hatten die sowjetischen Truppen eindeutig die Oberhand im Kampf mit den Waldbrüdern gewonnen. Geheimdienstwissen, welches sowjetische Spione im Westen und KGB-Agenten innerhalb der Widerstandsbewegung zusammengetragen hatten, führte 1952 zu „Säuberungsaktionen“ im großen Maßstab und zur Ausschaltung der meisten übriggebliebenen Partisanengruppen.

## Das Ende des Widerstands
Viele der verbliebenen Waldbrüder legten 1953 ihre Waffen nieder, als ihnen nach dem Tod Josef Stalins von den Behörden eine Amnestie gewährt wurde. Einzelne unabhängige Partisanen konnten bis in die 1970er Jahre untergetaucht bleiben und ihrer Gefangennahme entgehen.
Erst 1978 kam der vermutlich letzte estnische Waldbruder August Sabbe (1. September 1909 – 27. September 1978) ums Leben, als zwei KGB-Agenten ihn verhaften wollten.

## Erinnerungskultur

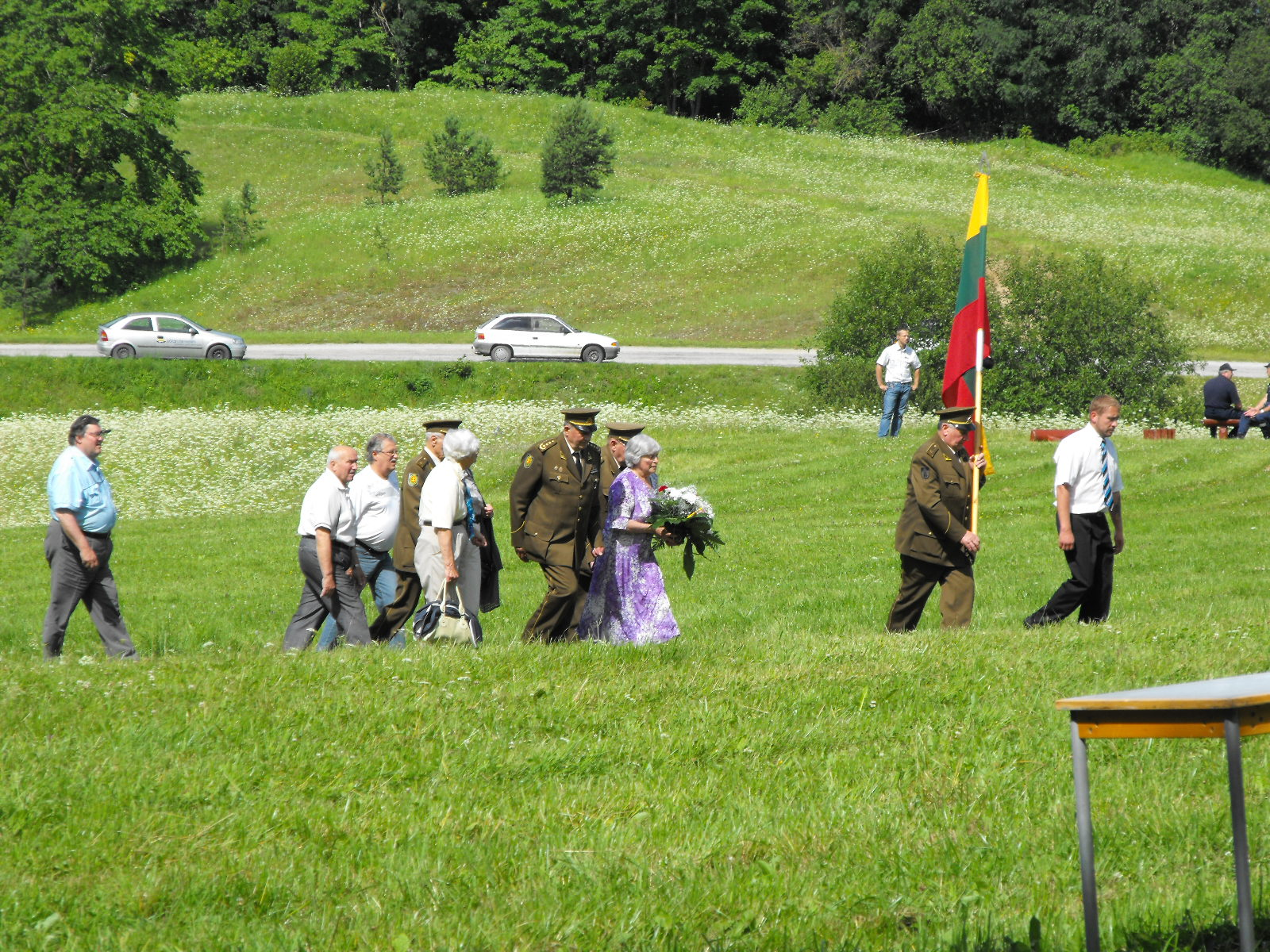
Veteranen der Waldbrüder bei einer Gedenkveranstaltung

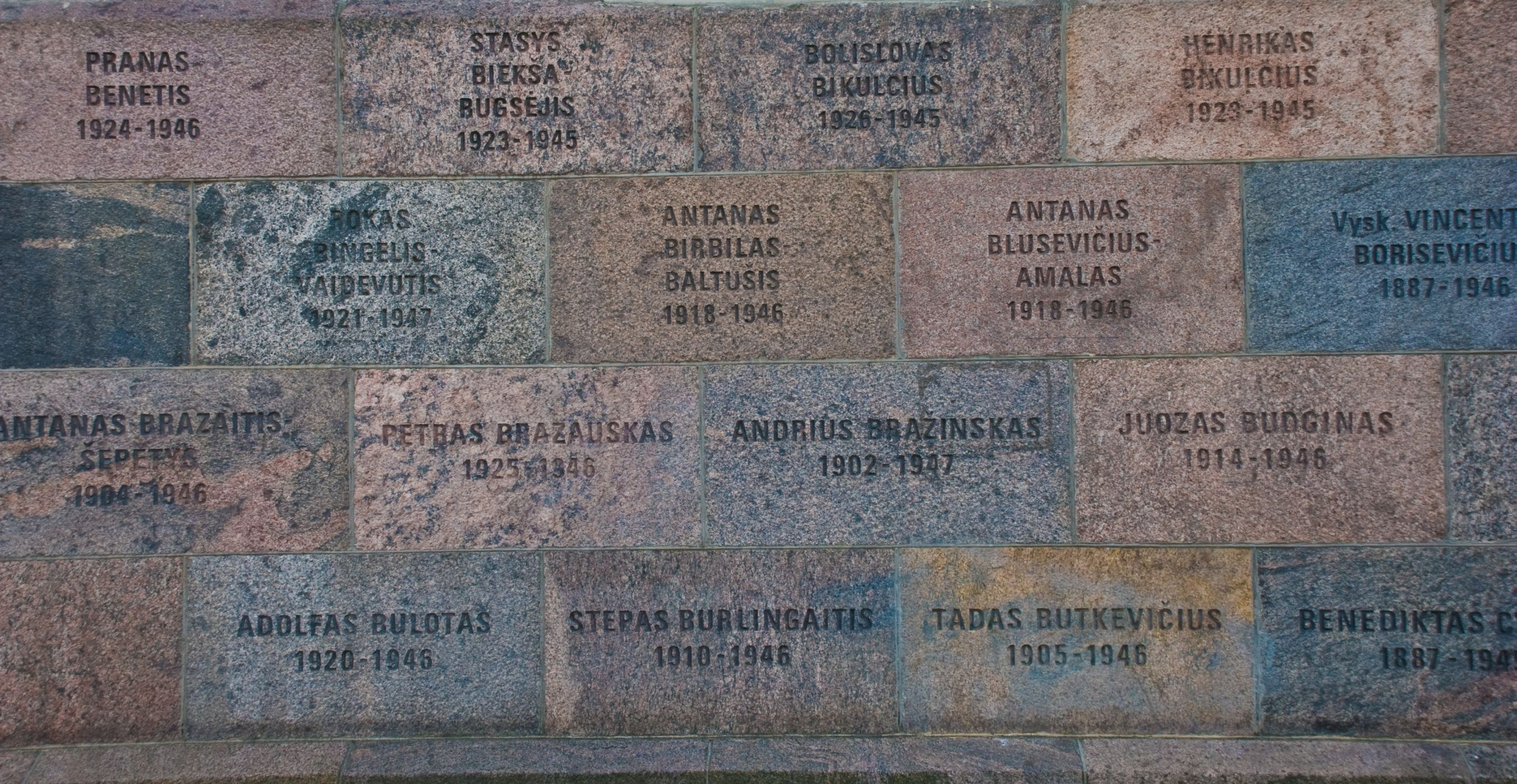
An der Mauer der ehemaligen KGB-Zentrale in Vilnius stehen auf jedem Stein der Name und die Lebensdaten von Nationalpartisanen, die hier erschossen wurden.

Nach der „Singenden Revolution“ und der darauf folgenden Unabhängigkeit der baltischen Länder von der Sowjetunion werden die Partisanen in der dortigen Erinnerungskultur hauptsächlich als Helden gefeiert. Eine kritische Aufarbeitung, wie sie für die Résistance erfolgte, fehlt bisher. Das liegt einerseits an nationalistischen Motiven und andererseits daran, dass hauptsächlich Bewohner ländlicher Regionen, deren Stimme in den Medien wenig Gehör findet, unter den Waldbrüdern zu leiden hatten. Die Dokumentation über die Tätigkeit der Waldbrüder wird zurzeit gesammelt und systematisiert, in Litauen beispielsweise durch das Zentrum zur Erforschung von Genozid und Widerstand und Vereine der noch lebenden Partisanen und ihrer Vertreter.
Verschiedene Museen, wie das Lettische Okkupationsmuseum in Riga, das Museum der Okkupationen und Freiheitskämpfe in Vilnius, das Okkupationsmuseum in Tallinn und das Museum in den früheren KGB-Gefängniszellen in Tartu, erinnern an die kommunistische Unterdrückung und den Widerstand dagegen.
Das Kinostudio Riga produzierte 1967 den Spielfilm Wenn Regen und Wind ... (Kogda doschd i weter stutschat w okno/Когда дождь и ветер стучат в окно, Regie: Alois Berentsch) nach einem Dokumentarroman von Arvid Grigulis, in dem der Kampf gegen die Waldbrüder aus sowjetischer Sicht dargestellt wird. Der Film wurde am 15. Juli 1970 im Deutschen Fernsehfunk, vermutlich mit Untertiteln, ausgestrahlt. Bereits 1965 hatte das Litauische Kinostudio den ebenfalls aus sowjetischer Sicht inszenierten Spielfilm Niemand wollte sterben (Litauisch: Niekas nenorejo mirti, Russisch: Nikto nje chotel, Regie: Vytautas Žalakevičius) produziert, dessen Handlung 1947 in der Litauischen Sowjetrepublik spielt. Er wurde am 4. August 1971 auf DFF 1 ausgestrahlt.
Peter Grimm und Eckart Reichl drehten 2013 den Dokumentarfilm „Waldbrüder – Die Partisanen aus dem Ile-Bunker“.